# Цикл Мастера Энеиды в Лувре
Цикл Мастера Энеиды в Лувре — цикл хранящихся в Лувре картин, приписываемых одному автору, Мастеру Энеиды (фр. Maître de L'Énéide). Нанесённые на медные пластинки эмалированные изображения иллюстрируют сцены из Энеиды.

## История цикла
В настоящее время известно 82 пластины из этого цикла. 11 из них хранятся в Лувре.
Первой картиной из цикла, вошедшей в коллекцию Лувра, была купленная в 1912 году «Венера и Юнона решают помочь любви Дидоны и Энея». Оставшиеся 10 картин цикла были переданы Лувру в 1922 году по завещанию баронессы Ротшильд (фр. Adelheid (Adèle) von Rothschild).

## Описание
| Название | Изображение | Описание |
| --- | ----------- | --- |
| «Венера и Юнона решают помочь любви Дидоны и Энея» «Vénus et Junon décident de favoriser les amours de Didon et d'Énée» «Венера и Юнона» в базе данных Лувра (фр.)                        |             | Влюблённая в Энея Дидона изображена сидящей во дворце, рядом с сыном Энея Асканием. Рядом стоят две обнажённые, изображённые на манер античных статуй богини: Юнона, рассчитывающая на то, что любовь заставит Жнея задержаться в Карфагене, и Венера, притворяющаяся, что разделяет планы Юноны. У ног Венеры — её сын Купидон, он целится из лука в сидящую во дворце пару. Художник примешивает к изображённой сцене детали из другого эпизода поэмы Виргилия: во время прибытия Ахата в Карфаген, Венера сказала Купидону принять черты Аскания и соблазнить Дидону, дабы обеспечить тёплый приём прибывавшим позже Энею и его сыну. Сам Эней изображён на заднем плане, за дворцом Дидоны. Ещё дальше виднеются стены и башни Карфагена. |
| «По просьбе Юноны Эол выпускает ветры на троянцев» «Éole déchaîne les vents sur les Troyens à la prière de Junon» «Юнона и Эол» в базе данных Лувра (фр.) Описание картины на сайте Лувра |             | Юнона и Эол изображены стоящими друг рядом с другом, в верхней правой части картины, в одежде эпохи Мастера Энеиды. Скипетром Эол освобождает ветры, изображённые в виде дующих в разные стороны четырёх голов. Занимающее две трети картины море подчёркивает опасность предпринятого Энеем путешествия. Несмотря на надутые паруса кораблей, морская поверхность спокойна — так Энею и его товарищам помогает изображённый в верхнем левом углу картины Нептун. |
| «Троянцы обживаются в Ливии» «Les Troyens s’installent en Libye» «Троянцы в Ливии» в базе данных Лувра (фр.)                                                                              |             | |
| «Венера умоляет Юпитера помочь Энею» «Vénus implore Jupiter en faveur d'Énée» «Венера и Юпитер» в базе данных Лувра (фр.)                                                                 |             | |
| «Греки прячутся внутри Троянского коня» «Les Grecs se cachent dans le cheval de Troie» «Троянский конь» в базе данных Лувра (фр.)                                                         |             | |
| «Призрак Креусы является вернувшемуся за ней в Трою Энею» «Créüse apparaît à Énée revenu la chercher dans Troie» «Креуса и Эней» в базе данных Лувра (фр.)                                |             | Башни изображённой в правом верхнем углу картины Трои объяты пламенем. Город занят ахейцами — внутри городских стен изображены Одиссей (он подписан латинизированным вариантом своего имени — «Улисс») и Феникс. Одетый в доспехи Эней оставляет своего отца Анхиса и возвращается в город. Над городской стеной появляется призрак Креусы — супруга Энея изображена с символизирующим смерть синим галом. Нагота Креусы говорит о том, что она уже принадлежит миру богов. |
| «Эней покидает Крит и отправляется в Италию» «Énée quitte la Crête pour gagner l’Italie» «Эней на Крите» в базе данных Лувра (фр.)                                                        |             | |
| «Эней прибывает на Эпир, где встречает Гелена с Андромахой» «Énée arrive en Épire où il est accueilli par Helenus et Andromaque» «Эней на Эпире» в базе данных Лувра (фр.)                |             | Большую часть картины занимает суша, это позволяет автору сфокусироваться на сцене встречи стоящей на коленях Андромахи со спустившимся с корабля в сопровождении верного Ахата Энеем. Эней изображён с короной на голове и со скипетром в руках — символы его будущей королевской власти. Гелен изображён на заднем плане, в левом верхнем углу картины. |
| «Гелен с Энеем совершают жертвоприношение» «Helenus et Énée offrent un sacrifice» «Гелен и Эней» в базе данных Лувра (фр.)                                                                |             | |
| «Троянцы убегают от циклопов» «Les Troyens fuient la côte de Cyclopes» «Троянцы и циклопы» в базе данных Лувра (фр.)                                                                      |             | |
| «Венера просит Вулкана изготовить оружие для Энея» «Vénus demande à Vulcain des armes pour Énée» «Венера и Вулкан» в базе данных Лувра (фр.)                                              |             | |